# 김행기
김행기(1938년 5월 25일 ~ )는 대한민국의 정치인이다. 제44·45대 금산군수를 역임했다.

## 학력
- 제원초등학교
- 금산동중학교
- 전주상업고등학교

## 역대 선거 결과
|  | 36.31% |

|  | 27.30% |

|  | 33.91% |

|  | 12.71% |